# Коммунар (Нижняя Крынка)
Коммунар (укр. Комунар) — упразднённый посёлок городского типа (с 15 января 1959 г.) в Донецкой области Украины. В период с 1959 по 1970 гг. включён в состав Нижней Крынки, в дальнейшем вошёл в состав Советского района города Макеевка.

## История
В ходе российско-украинской войны посёлок стал в 2014 году местом военных действий и потерпел серьёзные разрушения. На окраине посёлка были обнаружены захоронения, объявленные в российских СМИ захоронениями мирных жителей; независимые источники сообщили о том, что это были захоронения погибших российских военнослужащих.
С 2014 года посёлок находится под контролем самопровозглашённой ДНР. Согласно законодательству Украины, располагается на временно оккупированной территории.

## Инфраструктура
Основной отраслью промышленности посёлка является добыча угля.

## Известные личности
- Скрыпкин, Фёдор Михайлович (1923—1971), полный кавалер Ордена Славы — похоронен в Коммунаре[5]
- Жуков, Александр Петрович (род. 1959), Герой Российской Федерации — родился в Коммунаре